# Torre de la Peña
La Torre de la Peña, también llamada Torre de la Roca del Ciervo, es una almenara situada en el término municipal de Tarifa, al sur de la península ibérica. La construcción se encuentra en la cima de la Peña del ciervo, nombre este traducción literal del árabe Hajrat al-ayal, en las estribaciones de la sierra de la Plata. Formaba parte del sistema defensivo del estrecho de Gibraltar vigilando el tramo de costa correspondiente a la ensenada de Valdevaqueros y a la playa de Los Lances durante la Edad Media y Moderna hasta que en el siglo XIX pierde su función de defensa y vigilancia y es abandonada. La torre dominaba el estrecho paso junto a la línea de costa que permitía la comunicación de la ciudad de Tarifa con la Janda atravesando la sierra de Enmedio.
Como todas las fortificaciones de la región desde 1985 la torre se encuentra inscrita como Bien de Interés Cultural.
Esta torre se encuentra situada sobre una peña de 25 metros de altura y se accede a ella a través de una escalera de obra con 85 escalones. Su puerta se sitúa a nivel de la base y abierta hacia el océano Atlántico a diferencia del resto de torres de costa de la región que tienen su acceso a un par de metros de altura y orientada en dirección contraria al mar. Tiene planta rectangular con una altura máxima de 5'5 metros. Los muros de mampostería tienen alrededor de un metro de espesor y delimitan una única estancia interior con una trampilla en el techo que permite subir a un terrado almenado con aspilleras y un pretil de un metro de altura.
Se desconoce la fecha de su construcción y aunque formaba parte del sistema de vigilancia del Estrecho de los siglos XVI y XVII su tipología, fundamentalmente su acceso, induce a pensar que su fábrica es medieval, posiblemente islámica y según algunos autores datable entre los siglos XIII y XIV.